# Jubileu (Marvel Comics)
Jubilation "Jubileu" Lee (Jubilee, no original) é uma personagem fictícia de história em quadrinhos da Marvel Comics. Uma Mutante criada pelo roteirista Chris Claremont e o artista Marc Silvestri, Jubileu é mais conhecida por ter sido membro dos X-Men.

## Biografia
Origem
Jubileu nasceu e cresceu em Beverly Hills como a filha de dois imigrantes chineses muito ricos, sendo entusiasta da ginástica com sonho de participar dos Jogos Olímpicos. Mas sua vida foi arruinada quando um dia, após voltar de uma visita ao shopping, descobriu que seus pais haviam sido assassinados por engano por dois matadores de aluguel, e também perdido sua fortuna na bolsa de valores. Órfã e empobrecida, sem lugar pra viver, Jubileu foi enviada a uma instituição para menores em Los Angeles, da qual fugiu para se esconder em um shopping. Roubando comida para sobreviver, descobriu que tinha poderes de emitir cargas similares a fogos de artifício com os dedos, e passou a se exibir com isso para os visitantes para ganhar dinheiro. Eventualmente os seguranças do lugar resolveram expulsá-la, contratando um grupo de caçadores de mutantes para isso. Prestes a ser capturada, Jubileu foi salva por quatro personagens femininas integrantes dos X-Men, Cristal, Psylocke, Tempestade e Vampira, que estavam no shopping. Intrigada por suas salvadoras, Jubileu as seguiu por um portal.
Unindo-se aos X-Men
Após cair no portal, Jubileu se viu na base dos X-Men no Outback, onde passou a viver,, chegando a criar um uniforme com as roupas deixadas no lugar. Eventualmente viu a base ser tomada pelo grupo de vilões Carniceiros, que também haviam capturado Wolverine.  Jubileu resgatou Wolverine e cuidou dele até que estivesse melhor, e Logan retribuiu a levando para missões ao redor do mundo e depois a levando para a Mansão X, onde foi acolhida pelo Professor X e tornada aluna da escola e membro dos X-Men.
Vampira
Entre 2010 e 2018, Jubileu foi transformada em vampiro após ter sido mordida pelo filho de Drácula, Xarus.  Durante o período em que sofreu de vampirismo, também adotou um bebê que encontrou na Hungria e deu o nome de "Shogo". Sua condição foi revertida quando Quentin Quire cedeu seu fragmento da Força Fênix para curá-la.

## Poderes e Habilidades
- Energia Plasmática: Capacidade de produzir energia plasmática destrutiva parecida com fogos de artifício e são emitidas por glóbulos saídos de seus dedos. Pode iluminar, cegar temporariamente ou explodir forte o bastante para danificar aço.[2]

- Imunidade Telepática: Jubileu é imune a ataques telepáticos e sua mente é invisível para telepatas.[2] Ela pode conduzir psiquicamente seus glóbulos para onde devem ir e o momento que devem explodir. Ela não sente o efeito dos mesmos, caso seja atingida por eles.

## Outras Midias

### TV
- Jubileu foi uma das personagens principais na série animada X-Men, onde teve a voz de Alyson Court. Court também dublou Jubileu quando ela apareceu em dois episódios do desenho Spider-Man: The Animated Series (1994) com os X-Men.[5] No Brasil, a Iara Riça quem dublou a personagem no desenho dos X-men.
- Em 1996, no telefilme Geração X, Jubileu foi retratada pela atriz caucasiana Heather McComb.[6]
- Na série animada de 2001 X-Men: Evolution, Jubileu tem a voz de Chiara Zanni, e apareceu com pouca frequência como uma dos Novos Mutantes.[5]

### Filmes
Jubileu aparece em quatro filmes dos X-Men. Em X-Men: O Filme, Jubileu, interpretada por Katrina Florece, é uma das alunas na aula de Charles Xavier. Em X-Men 2 e X-Men: The Last Stand, Jubileu é interpretada por Kea Wong, tendo maior papel no primeiro, quando está entre os mutantes capturados por William Stryker e resgatados por Noturno. Lana Condor retratou Jubileu em X-Men: Apocalypse. Embora muitas das cenas de Condor tenham sido cortadas - incluindo uma em que ela usa seus poderes para enganar uma máquina de arcade - Jubileu tem seu primeiro papel de destaque, apresentando Jean Grey a Scott Summers e acompanhando ambos mais Noturno a uma visita no shopping.

### Jogos
- Jubileu aparece como assistente em Marvel vs. Capcom: Clash of Super Heroes, Wolverine e Marvel Heroes Online.[10]
- Jubilee é uma personagem jogável em X-Men Legends, com a voz de Danica McKellar.[5]
- Jubilee é jogável em Marvel Future Fight,[11] Marvel Super War,[12] e Marvel Puzzle Quest.[13]